# Alberto «Cachito» Ramírez
Alberto Ramírez Calvo (Lima, 3 de enero de 1940-2002) fue un futbolista peruano que se desempeñaba como delantero, un 10 de su época. Fue el primer Cachito del fútbol peruano.
Fue parte del plantel que participó en el Campeonato Sudamericano Sub-20 de 1958 y en los Juegos Olímpicos de 1960.
Fue padre del jugador Luis Alberto Ramírez, nacido en 1984.

## Trayectoria
Creció en Barrios Altos. Se inició en las menores de Alianza Lima en 1954, a mediados de 1958 debutó en Sporting Cristal, en 1961 consigue su primer título con el cuadro bajopontino. En 1963 regresa a Alianza Lima, donde obtiene su segundo título, luego jugó por Centro Iqueño y Cienciano.
En 1968 emigró al fútbol boliviano por recomendación del arquero Párraga jugando en Mariscal Santa Cruz. En 1970 jugó en el cuadro loretano de Deportivo Aviación de Iquitos y luego en el recién ascendido Atlético Torino.
Culminó su carrera en el Cía. Industrial Textil SA (Citsa) en 1972.

## Clubes
| Club                                       | País    | Año       |
| ------------------------------------------ | ------- | --------- |
| Sporting Cristal                           | Perú    | 1958-1962 |
| Alianza Lima                               | Perú    | 1963-1964 |
| Centro Iqueño                              | Perú    | 1965-1966 |
| Cienciano                                  | Perú    | 1967      |
| Mariscal Santa Cruz                        | Bolivia | 1968-1969 |
| Deportivo Aviación de Iquitos              | Perú    | 1970      |
| Atlético Torino                            | Perú    | 1970      |
| Nicolini Chorrillos Association Chorrillos | Perú    | 1971      |
| Cía. Industrial Textil SA (Citsa)          | Perú    | 1972      |

## Palmarés

### Campeonatos nacionales
| Título                    | Club              | País | Año  |
| ------------------------- | ----------------- | ---- | ---- |
| Primera división del Perú | Sporting Cristal  | Perú | 1961 |
| Primera división del Perú | Club Alianza Lima | Perú | 1963 |